# Кукін Андрій Федорович
Андрій Федорович Кукін (7 лютого 1957) — український військовик. Генеральний директор «Укрспецекспорт» (1996–1998).
Кандидат економічних наук (2005). Президент Державного підприємства Міноборони «Українська авіаційна транспортна компанія».

## Біографія
Народився 7 лютого 1957 року. У 1979 році закінчив Київське вище загальновійськове командне училище імені Фрунзе.
З 1979 по 1985 рр. — у розпорядженні Головного розвідувального управління Генерального штабу ЗС СРСР.
У 1985 році переведений для подальшого проходження служби в КДБ СРСР. Працював оперуповноваженим і старшим оперуповноваженим особливого відділу КДБ за Київським гарнізону.
З 1991 по 1994 рр. — заступник начальника відділу Головного управління військової контррозвідки Служби безпеки України.
З 1994 по 1996 рр. — начальник Другої служби Головного управління військової контррозвідки СБУ.
З 1996 по 1998 рр. — генеральний директор державної компанії «Укрспецекспорт».
З 1998 року президент Державного підприємства Міноборони «Українська авіаційна транспортна компанія»

## Громадська діяльність
- член Партії «Відродження», голова спостережної ради товариства «Військова страхова компанія».[2]